# Plattdeutsche Lieder (Hannes-Wader-Album)
Plattdeutsche Lieder ist ein Album des Liedermachers Hannes Wader aus dem Jahre 1974.

## Bedeutung
Dieses Album ist das erste in der Reihe, in dem Hannes Wader deutsches Liedgut interpretiert. Sein Ruf als Volkssänger wurde spätestens 1975, mit dem Album Hannes Wader: Volkssänger begründet. Wader versuchte hier eine Auseinandersetzung mit alten Volksliedern, welche durch den Missbrauch durch die Nationalsozialisten in die rechte Ecke gelangt sind. Weitere Interpretationen traditionellem deutschen Liedguts finden sich auf den Alben Hannes Wader singt Arbeiterlieder (1977), Hannes Wader singt Shanties (1978) und Hannes Wader singt Volkslieder (1990).

## Titelliste
1. De Groffschmitt – 4:28
2. Min Jehann – 2:21
3. Lütt Anna-Susanna – 1:53
4. Dar weer en mal ne lüttge Buurdeern – 3:05
5. Dat du min leefste büst – 2:28
6. Ol Man de wull riden – 2:27
7. He sä mi so vel – 2:38
8. De Moel – 4:05
9. Keen Graff is so breet – 1:58
10. Lütt Matten – 2:00
11. De jung Wetfru – 1:33
12. Hartleed – 4:33
13. Trina, komm mal voer de Doer – 2:52
14. Dar buten inne Masch – 2:21

## Besonderheiten
Den traditionellen niederdeutschen Liedern fügte Hannes Wader sieben vertonte oder zu traditionellen Melodien gesungene Gedichte von Klaus Groth hinzu: „Min Jehann“, „He sä mi so vel“, „De Moel“, „Keen Graff is so breet“, „Lütt Matten“, „De junge Wetfru“ und „Hartleed“. Wader singt „De junge Wetfru“ a cappella.
Sechs Musiker unterstützten Wader bei den Aufnahmen zu diesem Album.
Im selben Jahr erschien auch sein Album Der Rattenfänger, das bereits 1973 produziert worden war.
Hannes Wader stellte sich für einige Jahre als Volkssänger dar, der sich intensiv mit deutschem Liedgut auseinandersetzte.